# 謝騰輝
謝騰輝（英文名：Eric, T.H. Hsieh，1974年2月11日—），國立台北科技大學車輛工程系碩士，知名汽車媒體人，現任熙輿網路科技總經理。同時擔任東森財經新聞台《夢想街57號 預約你的夢想》執行製作、台北城市科技大學機械系兼任講師。
與1994年逝世的鼓霸大樂隊創辦人謝騰輝同名不同人。

## 經歷
- 台北中安扶輪社 2018-19年度社長]
- 台北城市科技大學 機械系 兼任講師
- 夢想街57號 預約你的夢想 執行製作人
- 17TV 17鏈戀車 製作人
- CARLINK鏈車網總經理
- 小七車觀點 總監
- 國立台北教育大學 玩具與遊戲設計研究所研討會主講人
- 台北城市科技大學 機械工程系車輛組職涯講堂 主講人
- 國立台北科技大學車輛工程系友會 理事
- 鑫聖隆汽車有限公司 總經理

## 相關報導
- 汽車狂熱製作人艾大　車庫男人窩獨家首曝 （页面存档备份，存于）
- 【蘋果人物】汽車狂熱製作人愛車及屋　連床都是法拉利御用皮革品牌 （页面存档备份，存于）
- 不忍「饅頭爺」被趕　正義哥幫叫賣[]
- 記者轉黑手　車魂名嘴謝騰輝（页面存档备份，存于）
- 黃燈走不走？汽車達人被追撞　影片引網友論戰（页面存档备份，存于）
- 汽車網紅抱怨被逼車　PO網反遭網友打臉：是你該禮讓（页面存档备份，存于）